# Таурази (вино)
Таурази (итал. Taurasi) — итальянское сухое красное вино, производимое в провинции Авеллино региона Кампания из винограда сорта Альянико. С 1993 года имеет категорию DOCG (Denominazione di Origine Controllata e Garantita).

## История
Сорт винограда Альянико известен с античных времён. Упоминание названия вина Таурази встречается с XIX века. Известность Таурази вышла за пределы Кампании в 1920—1930-х годах, после эпифитотии филлоксеры, нанёсшей сильный урон многим винодельческим регионам Европы. Виноградники Альянико, расположенные на вулканических почвах на высотах 300—700 метров, пострадали меньше, а с 1950-х годов местный виноград стали прививать на американские подвои, что благотворно сказалось на его устойчивости к заболеваниям. В 1970 году зона Таурази получило категорию DOC, а в 1993 году — статус DOCG.

## Производители
Виноградники для Таурази DOC могут быть расположены лишь в следующих 17 коммунах провинции Авеллино: Бонито, Вентикано, Кастельветере-суль-Калоре, Кастельфранчи, Лапьо, Луогосано, Мирабелла-Эклано, Монтемарано, Монтемилетто, Монтефальчоне, Патернополи, Пьетрадефузи, Сан-Манго-суль-Калоре, Сант-Анджело-аль-Эска, Таурази, Торре-Ле-Ночелле и Фонтанароза.
В 1980-х был лишь десяток винодельческих предприятий, производивших Таурази, а в 2013 году существовало уже около полусотни производителей, которые получали виноград с 227 виноградников, делящих между собой территорию примерно в 1000 га к северо-востоку от города Авеллино. Возделывается менее половины площади виноградников. Два самых больших производителя вина — это Mastroberardino, присутствующий на рынке с начала 1990-х, и Feudi di San Gregorio.
Виноделы и виноградари продолжают работать над улучшением потребительских свойств и качества вина, для чего активно экспериментируют с органическими технологиями виноделия, «дикими дрожжами» (неконтролируемой ферментацией) и выдержкой в больших бочках, вместо популярных бордоских 225-литровых барриков.

## Характеристики вина
Чтобы попасть в категорию DOCG, вино должно быть выдержано три года, из которых один год выдержки должен быть в бочке. Вина класса Riserva должны выдерживаться минимум четыре года, из которых в бочке не менее 18 месяцев. Вино должно быть изготовлено не менее чем на 85 % из Альянико и не более чем на 15 % из «других разрешённых и недоминирующих в аромате сортов» (англ. OANRG, «other authorized nonaromatic red grapes»).
Специалисты выделяют во вкусовой гамме вин Таурази тона черешни и горького шоколада, отмечают глубокий рубиново-гранатный цвет, высокую кислотность, значительную танинность. Вино обладает потенциалом к хранению. Лучшие образцы Таурази называют «южным бароло».